# Desmodiinae
Brongniartiinae je podtribus mahunarki, dio je tribusa  Desmodieae. Pripada mu 43 roda.; tipičan je dezmodijum (Desmodium), 186 vrasta dvogodišnjeg raslinja i grmova iz Novog svijeta. Nekoliko vrsta Starog svijeta vjerojatno treba distribuciju u spin-off rodove.

## Rodovi
1. Hylodesmum H. Ohashi & R. R. Mill (12 spp.)
2. Trifidacanthus Merr. (1 sp.)
3. Pseudarthria Wight & Arn. (7 spp.)
4. Pleurolobus J. St.-Hil. (6 spp.)
5. Polhillides H. Ohashi & K. Ohashi (1 sp.)
6. Maekawaea H.Ohashi & K.Ohashi (3 spp.)
7. Desmodium Desv. (186 spp.)
8. Pedleya H. Ohashi & K. Ohashi (1 sp.)
9. Pullenia H. Ohashi & K. Ohashi (1 sp.)
10. Bouffordia H. Ohashi & K. Ohashi (1 sp.)
11. Desmodiopsis (Schindl.) H. Ohashi & K. Ohashi (1 sp.)
12. Huangtcia H. Ohashi & K. Ohashi (2 spp.)
13. Oxytes (Schindl.) H. Ohashi & K. Ohashi (4 spp.)
14. Tateishia H. Ohashi & K. Ohashi (3 spp.)
15. Sohmaea H. Ohashi & K. Ohashi (8 spp.)
16. Grona Lour. (48 spp.)
17. Holtzea Schindl. (1 sp.)
18. Ototropis Nees (14 spp.)
19. Codariocalyx Hassk. (2 spp.)
20. Leptodesmia (Benth.) Benth. (4 spp.)
21. Pycnospora R. Br. ex Wight & Arn. (1 sp.)
22. Mecopus Benn. (1 sp.)
23. Alysicarpus Neck. (38 spp.)
24. Desmodiastrum (Prain) A. Pramanik & Thoth. (3 spp.)
25. Melliniella Harms (1 sp.)
26. Eleiotis DC. (2 spp.)
27. Hegnera Schindl. (1 sp.)
28. Uraria Desv. (22 spp.)
29. Urariopsis Schindl. (2 spp.)
30. Christia Moench (11 spp.)
31. Ougeinia Benth. (1 sp.)
32. Aphyllodium (DC.) Gagnep. (9 spp.)
33. Tadehagi H. Ohashi (8 spp.)
34. Akschindlium H. Ohashi (1 sp.)
35. Droogmansia De Wild. (22 spp.)
36. Dendrolobium (Wight & Arn.) Benth. (18 spp.)
37. Phyllodium Desv. (7 spp.)
38. Ohwia H. Ohashi (2 spp.)
39. Hanslia Schindl. (1 sp.)
40. Verdesmum H. Ohashi & K. Ohashi (2 spp.)
41. Nephrodesmus Schindl. (5 spp.)
42. Arthroclianthus Baill. (19 spp.)
43. Monarthrocarpus Merr. (2 spp.)